# Кікую (мова)
Кікую (гікую) — одна з банту мов, мова народу кікую. Поширена в центральній частині Кенії. Мова найбільшого етносу Кенії, число носіїв 6-7 млн чол. (оцінка, кінець XX ст.). Друга за значенням національна мова Кенії (після суахілі).

## Класифікація
Кікую відноситься до мов банту. За класифікацією М. Гасрі (1948, 1967-71) відноситься до зони Е, групи кікую-Камба. Гасрі та І. Бастен (Бельгія) називали цю групу E50, однак SIL чомусь перейменували її в E20.

## Діалекти
Має багато діалектів; найзначніші — ньєрі, ндіа, ембу, гічугу, міру.

## Писемність
Писемність кікую заснована на латинському алфавіті, до якого додано 2 літери: ĩ і ũ.
| A a | B b | Mb mb | C c | Nd nd | E e | G g | Ng ng | Ngʼ ngʼ | H h | I i | Ĩ ĩ |
| --- | --- | ----- | --- | ----- | --- | --- | ----- | ------- | --- | --- | --- |
| /a/ | /β/ | /mb/  | /ʃ/ | /nd/  | /ɛ/ | /ɣ/ | /ŋg/  | /ŋ/     | /h/ | /i/ | /e/ |

| Nj nj | K k | M m | N n | Ny ny | O o | Ũ ũ | R r | T t | Th th | U u | W w | Y y |
| ----- | --- | --- | --- | ----- | --- | --- | --- | --- | ----- | --- | --- | --- |
| /ɲɟ/  | /k/ | /m/ | /n/ | /ɲ/   | /ɔ/ | /o/ | /ɾ/ | /t/ | /ð/   | /u/ | /w/ | /j/ |

- Довгі голосні передаються на письмі подвоєнням букв для голосних: aa [aː], ĩĩ [eː], ee [ɛː], ii [iː], ũũ [oː], oo [ɔː], uu [uː].

Писемність використовується з кінця XIX століття. Мовою кікую видаються газети, ведеться радіомовлення, здійснюється викладання в початковій школі.

## Лінгвістична характеристика
Фонетичні особливості: наявність довгих голосних, що грають сенсорозрізнювальну роль, міжзубного /ð/ і заднеязичного спіранта /ɣ/, відсутність губних смичних /p/ і /b/; в ряді діалектів представлені гемінати.
У кікую реалізується закон Даля, що полягає у регресійній дисиміляції (від кореня до префікса) приголосних сусідніх складів за ознакою «дзвінкість-глухість».
Мова — тональна. Граматичний лад характеризується наявністю узгоджувальних іменних класів. На відміну від інших мов зони Е, в кікую представлений односкладовий префікс.